# ۴ فوریه
۴ فوریه سی و پنجمین روز سال در گاه‌شماری میلادی است. ۳۳۰ روز (در سال‌های کبیسه ۳۳۱ روز) تا پایان سال باقی‌است.

## رویدادها
- ۱۹۴۹ - تهران - سوءقصد به جان محمد رضا شاه پهلوی توسط ناصر فخرآرایی در دانشگاه تهران.
- ۱۹۴۹ - تهران - حزب توده غیرقانونی اعلام می‌شود.
- ۲۰۰۴ - تأسیس شبکهٔ اجتماعی فیسبوک توسط مارک زوکربرگ

## زادروزها
- ۱۲۹۲ - ابن قیم الجوزیه (م. ۱۳۵۰)
- ۱۶۸۸ - پیر دو ماریوو (م. ۱۷۶۳)
- ۱۷۷۸ - آگوستین پیرامو دوکاندول (م. ۱۸۴۱)
- ۱۷۸۹ - تادائوس بتس (م. ۱۸۴۰)
- ۱۷۹۱ - جان مک‌لین (سیاست‌مدار ایلی‌نوی) (م. ۱۸۳۰)
- ۱۸۰۵ - ویلیام هاریسون اینس‌ورس (م. ۱۸۸۲)
- ۱۸۱۱ - آسا بیگز (م. ۱۸۷۸)
- ۱۸۲۰ - دیوید سی. بروریک (م. ۱۸۵۹)
- ۱۸۴۹ - ژان ریشپن (م. ۱۹۲۶)
- ۱۸۷۱ - فریدریش ابرت (م. ۱۹۲۵)
- ۱۸۷۳ - میخائیل پریشوین (م. ۱۹۵۴)
- ۱۸۷۵ - لودویگ پرانتل (م. ۱۹۵۳)
- ۱۸۷۹ - ژاک کوپو (م. ۱۹۴۹)
- ۱۸۸۱ - فرنان لژه (م. ۱۹۵۵)
- ۱۸۹۲ - آندرو نین (م. ۱۹۳۷)
- ۱۸۹۳ - ریموند دارت (م. ۱۹۸۸)
- ۱۸۹۴ - فریدریش کارل فلوریان (م. ۱۹۷۵)
- ۱۸۹۵ - هانس راوتر (م. ۱۹۴۹)
- ۱۸۹۷ - لودویگ ارهارد (م. ۱۹۷۷)
- ۱۹۰۰ - ژاک پرور (م. ۱۹۷۷)
- ۱۹۰۲ - چارلز لیندبرگ (م. ۱۹۷۴)
- ۱۹۰۴ - مک‌کینلی کانتر (م. ۱۹۷۷)
- ۱۹۰۶ - کلاید تامبا (م. ۱۹۹۷)
- ۱۹۰۷ - اوتو اولندرف (م. ۱۹۵۱)
- ۱۹۱۵ - نورمن ویزدوم (م. ۲۰۱۰)
- ۱۹۱۸ - لدا لوپینو (م. ۱۹۹۵)
- ۱۹۲۱ - بتی فریدان (م. ۲۰۰۶)
- ۱۹۲۱ - لطفی زاده
- ۱۹۲۳ - کنراد باین (م. ۲۰۱۳)
- ۱۹۲۸ - کیم یونگ-نام
- ۱۹۲۸ - جمال حمدان، جغرافی‌دان و نویسنده مصری.
- ۱۹۳۱ - ایزابل پرون
- ۱۹۳۴ - هومبرتو توزی (م. ۱۹۸۰)
- ۱۹۳۷ - جان دیویت
- ۱۹۳۸ - دونالد ریگل
- ۱۹۴۰
  - روبر للانگ، دوچرخه‌سوار اهل بلژیک
  - لئون سملینگ
- ۱۹۴۳ - کن تامسون و طراح رایانه
- ۱۹۴۵ - فولاد بلبل اوغلو
- ۱۹۴۷ - دن کویل
- ۱۹۴۷ - سنفورد بیشاپ
- ۱۹۴۸ - آلیس کوپر
- ۱۹۴۸ - راد گرم
- ۱۹۴۸ - رام باران یاداو
- ۱۹۵۰ - جری هایدنریک (م. ۲۰۰۲)
- ۱۹۵۱ - داریوش (خواننده)
- ۱۹۵۲ - جنی شیپلی
- ۱۹۵۳ - کیتارو
- ۱۹۵۸ - کازواکی ناگاساوا
- ۱۹۷۰ - گابریله انور
- ۱۹۷۵ - ناتالی ایمبرولیا
- ۱۹۷۵ - ویتوریو آریگونی (م. ۲۰۱۱)
- ۱۹۷۸ - دانا گارسیا
- ۱۹۷۹ - بن لرنر
- ۱۹۷۹ - ویلیامز دی سوزا سیلوا
- ۱۹۸۱ - آلکساندرو (فوتبالیست)
- ۱۹۸۲ - کیمبرلی وایت
- ۱۹۸۵ - بوگ هال
- ۱۹۸۷ - دارن اودی

## مرگ‌ها
- ۲۱۱ - سپتیموس سوروس (ت. ۱۴۶)
- ۱۶۱۵ - جیووانی باتیستا دلا پورتا (ت. ۱۵۳۵)
- ۱۸۰۵ - جان اسلس هوبرت (ت. ۱۷۳۸)
- ۱۸۰۹ - فیلمون دیکینسن (ت. ۱۷۳۹)
- ۱۸۵۴ - جرج واترستون (ت. ۱۷۸۳)
- ۱۸۹۴ - مورتون اس. ویلکینسون (ت. ۱۸۱۹)
- ۱۹۲۸ - هندریک لورنتز (ت. ۱۸۵۳)
- ۱۹۳۳ - آرچیبالد سیس (ت. ۱۸۴۶)
- ۱۹۳۹ - ادوارد ساپیر (ت. ۱۸۸۴)
- ۱۹۴۰ - تقی ارانی (ت. ۱۹۰۲)
- ۱۹۵۶ - ساویلی تارتاکوور (ت. ۱۸۸۷)
- ۱۹۷۴ - چارلز میسون ریمی (ت. ۱۸۷۴)
- ۱۹۷۴ - ساتیندرا بوز (ت. ۱۸۹۴)
- ۱۹۸۷ - کارل راجرز (ت. ۱۹۰۲)
- ۱۹۸۷ - لیبراچی (ت. ۱۹۱۹)
- ۱۹۸۷ - مینا کشورکمال (ت. ۱۹۵۶)
- ۱۹۹۱ - کارولی بارتا (ت. ۱۹۰۷)
- ۲۰۰۱ - یانیس زناکیس (ت. ۱۹۲۲)
- ۲۰۰۶ - بتی فریدان (ت. ۱۹۲۱)
- ۲۰۱۶ (میلادی)-راغب مصطفی غلوش

## اعیاد و مراسم‌ها
- روز جهانی سرطان